# 5 (album B1A4)
5 – piąty japoński album studyjny południowokoreańskiej grupy B1A4, wydany 27 czerwca 2018 roku. Został wydany w trzech wersjach: regularnej i dwóch limitowanych. Album był promowany przez single Do You Remember oraz Aeru made.
Album osiągnął 19 pozycję w rankingu Oricon i pozostał na liście przez 2 tygodnie, sprzedał się w nakładzie 6750 egzemplarzy.

## Lista utworów
| CD  | CD                                | CD                                | CD                         | CD                         | CD      |
| Nr  | Tytuł utworu                      | Tekst                             | Kompozycja                 | Aranżacja                  | Długość |
| --- | --------------------------------- | --------------------------------- | -------------------------- | -------------------------- | ------- |
| 1.  | „I NEED YOU”                      | Jinyoung, Dew                     | Jinyoung, Kang Myeong-shin | Jinyoung, Kang Myeong-shin | 3:37    |
| 2.  | „Meiro (MAZE)” (jap. 迷路 (MAZE)) | CNU, HARU                         | CCNU, Kang Myeong-shin     | NU, Kang Myeong-shin       | 3:34    |
| 3.  | „Humming Bird”                    | Sandeul, Team Columbus, SoichiroK | Sandeul, Team Columbus     | Team Columbus              | 2:58    |
| 4.  | „Who are you” (feat. MACO)        | Jinyoung, HARU                    | Jinyoung                   | Jinyoung, Kang Myeong-shin | 3:18    |
| 5.  | „EVERY TIME”                      | CNU, Baro, Dew                    | CNU, Kang Myeong-shin      | Kang Myeong-shin           | 3:18    |
| 6.  | „Paradise”                        | Baro, RWAM, Dew                   | Baro, RWAM                 | RWAM                       | 3:43    |
| 7.  | „Mommy Mommy”                     | CNU, HARU                         | CNU, RWAM, KURT            | RWAM, KURT                 | 3:28    |
| 8.  | „LOST”                            | Jinyoung, SoichiroK               | Jinyoung                   | Jinyoung, Kang Myeong-shin | 3:22    |
| 9.  | „Do You Remember”                 | Jinyoung, Baro, SoichiroK         | Jinyoung                   | Jinyoung, Moon Jung-kyu    | 3:34    |
| 10. | „Aeru made” (jap. 会えるまで)     | Jinyoung, Baro, Dew               | Jinyoung                   | Jinyoung, Kang Myeong-shin | 3:30    |

| CD | CD                                                                                           | CD      |
| Nr | Tytuł utworu                                                                                 | Długość |
| -- | -------------------------------------------------------------------------------------------- | ------- |
| 1. | „B1A4 JAPAN TOUR 2018 „Paradise” digest” (jap. B1A4 JAPAN TOUR 2018「Paradise」ダイジェスト) |         |